# 이집트 제20왕조
이집트 제20왕조(기원전 1185년 ~ 기원전 1070년)는 이집트 신왕국 시대의 마지막 왕조이다. 이집트 신왕국 시대가 끝나는 기원전 1070년부터 이집트는 정복자가 아니라 피정복자가 되었다.

## 역대 파라오
- 세트나크테(기원전 1185년 ~ 기원전 1182년)
- 람세스 3세(기원전 1182년 ~ 기원전 1151년)
- 람세스 4세(기원전 1151년 ~ 기원전 1145년)
- 람세스 5세(기원전 1145년 ~ 기원전 1141년)
- 람세스 6세(기원전 1141년 ~ 기원전 1133년)
- 람세스 7세(기원전 1133년 ~ 기원전 1126년)
- 람세스 8세(기원전 1133년 ~ 기원전 1126년)
- 람세스 9세(기원전 1126년 ~ 기원전 1108년)
- 람세스 10세(기원전 1108년 ~ 기원전 1098년)
- 람세스 11세(기원전 1098년 ~ 기원전 1070년)